# Судзуя (крейсер)

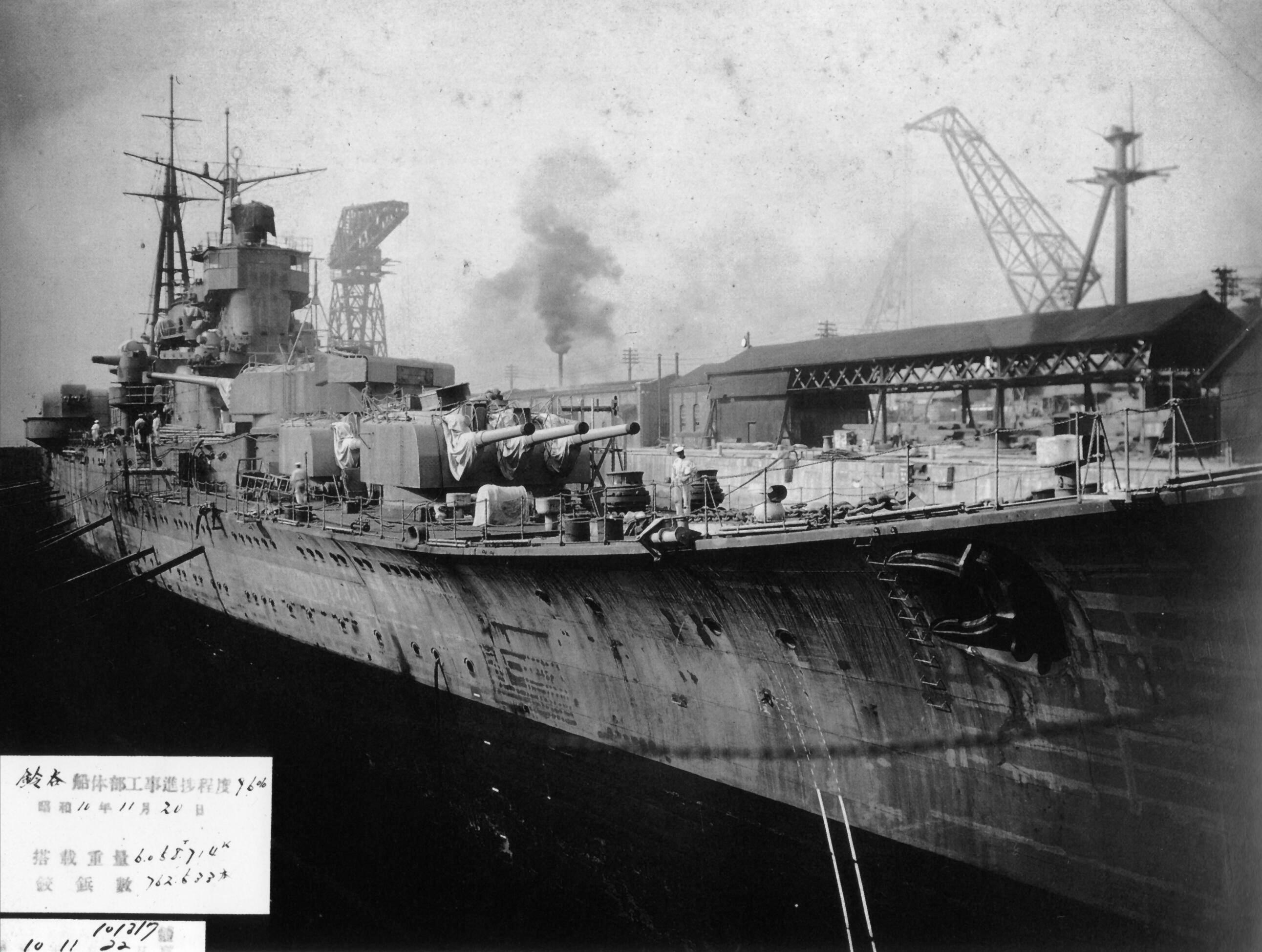
Судзуя під час спорудження в сухому доці в Йокосуці

Судзуя (Suzuya, яп. 鈴谷) — важкий крейсер Імперського флоту Японії, який взяв участь у Другій світовій війні.
Корабель, який належав до крейсерів типу «Могамі», спорудили в 1937 році на верфі ВМФ у Йокосуці. Особливістю крейсерів цього типу було встановлення башт головного калібру із трьома 155-мм гарматами, що дозволяло класифікувати їх як легкі крейсери. Водночас проєктанти одразу врахували можливість заміни башт на традиційні із двома 203-мм гарматами, що й зробили наприкінці 1930-х та перевели кораблі до класу важких крейсерів (а попередні башти передали для лінкорів типу «Ямато» — втім, їхні 155-мм універсальні гармати виявились не надто ефективними для ведення зенітного вогню).
З 16 липня по 7 серпня 1941-го Судзуя здійснив похід до Південно-Східної Азії, пов'язаний зі введенням японських військ до Французького Індокитаю. Під час цієї операції крейсер спершу побував у порту Самах (острів Хайнань), а потім супроводжував конвой з військами до Сайгону (наразі Хошимін) на півдні В'єтнаму.
Станом на 1941 рік Судзуя належав до 7-ї дивізії крейсерів. 20—26 листопада він пройшов з Куре до Самаху, а 4 грудня всі чотири кораблі дивізії в супроводі 3 есмінців вийшли в море, маючи завдання зайняти позицію в районі мису Камау (найпівденніший пункт в'єтнамського узбережжя) та провадити дистанційне прикриття Першого Малайського конвою. Останній вже в перший день бойових дій 8 грудня (тільки по іншу сторону лінії зміни дат від Перл-Гарбору) провів висадку десанту на півострові Малакка. Після цього японці почали очікувати на контратаку британського флоту й невдовзі після опівдня 9 грудня японський підводний човен повідомив про виявлення ворожої ескадри, головну силу якої становили 2 лінкори. До вечора літаки з Судзуя брали участь у відстежуванні ворожих пересувань, а на світанку 10 грудня крейсери 7-ї дивізії об'єдналися з головними силами адмірала Кондо (2 лінкори та 2 важкі крейсери). Втім, цього разу вступити в бій їм не довелось, оскільки тієї ж доби японська базова авіація потопила обидва ворожі лінкори. 11 грудня Судзуя прибув до бухти Камрань (центральна частина В'єтнаму).
У наступних двох операціях Судзуя діяв разом зі ще одним важким крейсером під прикриттям 2 есмінців. 13 грудня 1941-го вони вийшли з Камрані для дистанційного прикриття десанту в Мірі (центр нафтовидобутку на північно-західному узбережжі Борнео), який успішно висадився в ніч проти 16 грудня. За кілька діб той же загін провадив дистанційне прикриття десанту в Кучінг (ще один центр нафтовидобутку Борнео, розташований за п'ять сотень кілометрів на південний захід від Мірі), де десантування сталось в ніч проти 24 грудня. 27 грудня Судзуя повернувся до Камрані.
5—10 січня 1942-го Судзуя виходив у море разом з двома важкими крейсерами для прикриття конвойної операції. Саме в цей час відбувалось проходження масштабного Третього Малайського конвою, який доправляв підкріплення з острова Формоза.
16—19 січня 1942-го Судзуя виходив з Камрані у складі великого з'єднання, яке включало ще 4 важкі та 2 легкі крейсери, що пояснювалось отриманням японським командуванням хибних даних про прибуття до Сінгапуру чергового британського лінкора.
23 січня 1942-го Судзуя разом з іншим крейсером під прикриттям двох есмінців полишив Камрань у межах операції зі створення бази на островах Анамбас (дві з половиною сотні кілометрів на північний схід від Сінгапуру). Одразу після цього він перейшов до дистанційного прикриття висадки в Ендау на півострові Малакка (менш ніж за півтори сотні кілометрів від головного британського гарнізону в Сінгапурі). Втім, безпосереднього прикриття виявилось достатньо і воно змогло самостійно відбити атаки авіації, а потім і есмінців, так що Судзуя не довелось вступити в бій, а 30 січня він повернувся до Камрані.
10 лютого 1942-го Судзуя та ще 4 важкі крейсери вийшли з Камрані в межах операції з висадження на сході Суматри в районі центру нафтовидобутку в Палембанзі. У ніч проти 15 лютого японці здійснили висадку на острів Бангка (біля північно-східного узбережжя Суматри) та стали готуватись до просування по річці в напрямку Палембанга, де ще 14 числа викинули повітряний десант. 15 лютого надійшли повідомлення про наближення від Яви ворожої ескадри і загін Судзуя почав готуватись до бою, проте вже під попередніми ударами авіації союзники відступили. 17 лютого дивізія Судзуя відбула для дозаправлення та відпочинку на островах Анамбас.
24 лютого 1942-го Судзуя і 3 інші важкі крейсери вирушили з бази на Анамбас для підтримки вторгнення на Яву, десантування на яку відбулось у ніч на 1 березня. При цьому 7-ма дивізія розділилась на два загони, один з яких в ніч висадки провів бій у Зондській протоці. Втім, Судзуя належав до іншого та не взяв участі у зіткненні. 4 березня Судзуя відбув з Яви і 5 числа був у Сінгапурі.

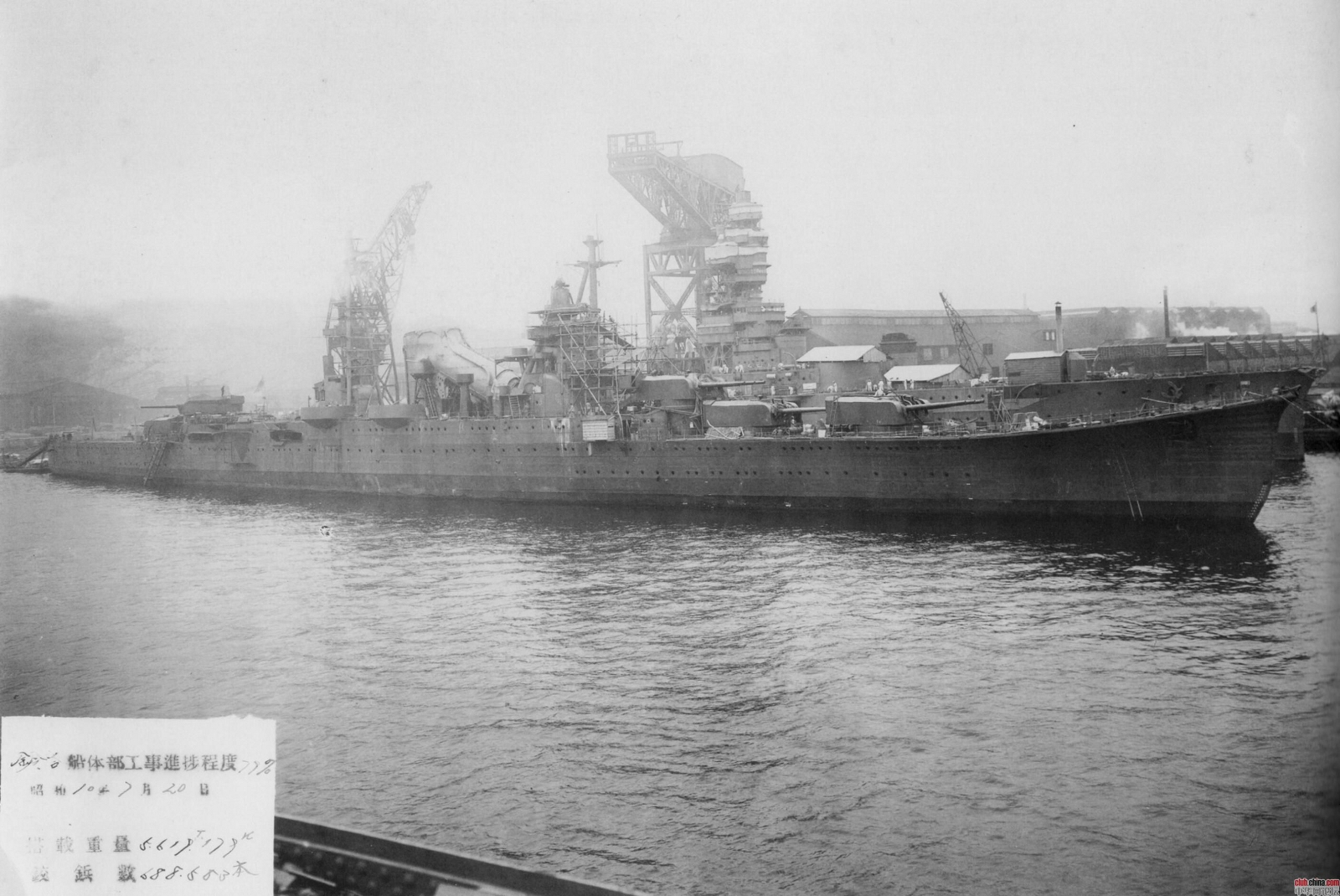
Судзуя під час добудови на плаву

З 9 по 15 березня 1942-го Судзуя та ще 4 важкі крейсери виходили з Сінгапура, щоб прикрити висадку на півночі Суматри, яка відбулась 12 березня. Та ж сама група рушила в море 20 березня для прикриття десанту на Андаманські острови у Порт-Блер, який провели 23 числа. 26 березня загін Судзуя прибув до південнобірманського порту Мергуй (наразі М'єй на східному узбережжі Андаманського моря).
Тим часом японське ударне авіаносне з'єднання вийшло для рейду до Індійського океану. Північніше від нього в Бенгальській затоці проти ворожого судноплавства мало діяти угруповання з легкого авіаносця та 5 важких крейсерів, серед яких був і Судзуя. 1 квітня вони полишили Мергуй та попрямували на захід, а 6 квітня провели бліц неподалік від східного узбережжя Індії. При цьому загін розділився на три групи, з яких Судзуя та ще один важкий крейсер під прикриттям одного есмінця становили північну, яка знищила 6 торгових суден — Exmoor (4986 GRT), Malda (9066 GRT), Autolycus (7718 GRT), Shinkuang (2441 GRT), Indora (6622 GRT) та Silkworth (4921 GRT). 11 квітня загін, до якого належав Судзуя, прибув до Сінгапура. 13—22 квітня крейсер прямував до Куре, після чого пройшов короткочасний доковий ремонт.
22—26 травня 1942-го Судзуя та інші 3 крейсери 7-ї дивізії під охороною 2 есмінців пройшли з Куре до Гуаму (Маріанські острови), звідки цей загін невдовзі вирушив у межах мідвейської операції, маючи завдання забезпечувати дистанційне прикриття транспортів з військами. 4 червня японське ударне авіаносне з'єднання зазнало катастрофічної поразки в битві при Мідвеї, що призвело до скасування операції. Цього ж дня два важкі крейсери «Могамі» та «Мікума» зіткнулись та зазнали пошкоджень, що змусило їх повертатись на базу зі зменшеною проти звичайного швидкістю. Як наслідок, 7-ма дивізія розділилась і Судзуя разом зі ще одним есмінцем попрямували уперед та 13 червня прибули до атола Трук у центральній частині Каролінських островів (ще до війни тут створили потужну базу японського ВМФ, з якої до лютого 1944-го провадили операції в цілому ряді архіпелагів). 17—23 червня ці ж крейсери пройшли до Куре.
16—30 липня 1942-го Судзуя та інший крейсер 7-ї дивізії пройшли через Сінгапур до Мергуй у межах підготовки до нового рейду в Індійський океан. Втім, через тиждень союзники висадились на сході Соломонових островів, що започаткувало шестимісячну битву за Гуадалканал та змусило японське командування перекидати сюди підкріплення. Як наслідок, рейд до Індійського океану скасували і загін Судзуя вже 7 серпня 1942-го рушив до Океанії та у другій половині місяця прибув у район Труку. Починаючи з 20 серпня, вони приєднались до великого загону надводних кораблів (включав 2 авіаносці, 1 легкий авіаносець та 2 лінкори), що прибули з Японії та одразу пройшли для супроводу конвою з підкріпленнями на Гуадалканал. Спроба провести останній конвой призвела до битви 24 серпня 1942-го біля Східних Соломонових островів, а наступної доби рух конвою виявився остаточно перерваним унаслідок ударів літаків з островів Еспіриту-Санто та Гуадалканал. 5 вересня японські сили прибули на Трук.
З 9 по 23 вересня 1942-го Судзуя знову виходив з Труку разом з великим з'єднанням, яке патрулювало північніше від Соломонових островів. Втім, цього разу до якогось зіткнення з ворожими силами не дійшло.
11 жовтня 1942-го крейсер знову полишив Трук у складі головних сил, розділених на кілька загонів. Судзуя супроводжував загін адмірала Нагумо, який включав два важкі та один легкий авіаносці. 26 жовтня цей вихід призвів до битви авіаносних з'єднань біля островів Санта-Круз, а 30 числа Судзуя повернувся на Трук.
3—5 листопада 1942-го Судзуя разом з іншим важким крейсером «Мая» пройшли з Труку до якірної стоянки Шортленд — прикритої групою невеликих островів Шортленд акваторії біля південного завершення острова Бугенвіль, де зазвичай відстоювались бойові кораблі та перевалювались вантажі для подальшої відправки далі на схід Соломонових островів. На той час японське командування готувалось до проведення великого конвою з підкріпленнями на Гуадалканал (що в підсумку вилилось у вирішальну битву надводних кораблів біля Гуадалканалу), при цьому напередодні підхода транспортів два лінкори мали провести артилерійський обстріл аеродрому Гендерсон-Філд (за місяць до того така операція була здійснена доволі вдало). Втім, у ніч проти 13 листопада біля Гуадалканалу цей загін перестріло американське з'єднання із крейсерів та есмінців, яке зазнало значних втрат, проте зірвало обстріл аеродрому. Як наслідок, був екстрено сформований інший загін для обстрілу аеродрому, що включив Судузя та «Мая», які в ніч проти 14 листопада змогли провести бомбардування. Судзуя випустив 504 снаряди головного калібру, втім, цього разу правильно накрити Гендерсон-Філд не вдалось. Декілька літаків були знищені, кілька десятків отримали пошкодження, проте основні сили авіаційного угруповання могли продовжувати діяти,що відіграло вирішальну роль у розгромі транспортного конвою, який відбувся 14 листопада. Цілями для атак стали і крейсери, що відходили після обстрілу, втім, Судзуя не постраждав.
17—18 листопада 1942-го Судзуя перейшов з Шортленду до Кавієнгу (друга за значенням японська база в архіпелазі Бісмарка на північному завершенні острова Нова Ірландія), 2 грудня вирушив назад, а невдовзі прибув до Рабаула (головна передова база в архіпелазі Бісмарка на острові Нова Британія, з якої здійснювались операції на Соломонових островах та сході Нової Гвінеї). Тут він знову об'єднався з іншим важким крейсером 7-ї дивізії, який після битви при Санта-Круз ходив до Японії, а 5—6 грудня кораблі перейшли до Кавієнгу, що був на кількасот кілометрів далі від зони ворожих аеродромів аніж Рабаул та Шортленд. Цілий місяць Судзуя перебував у цьому районі, хоча й здійснив 12—13 грудня рейс для перевезення підкріплень до Лоренгау на островах Адміралтейства.

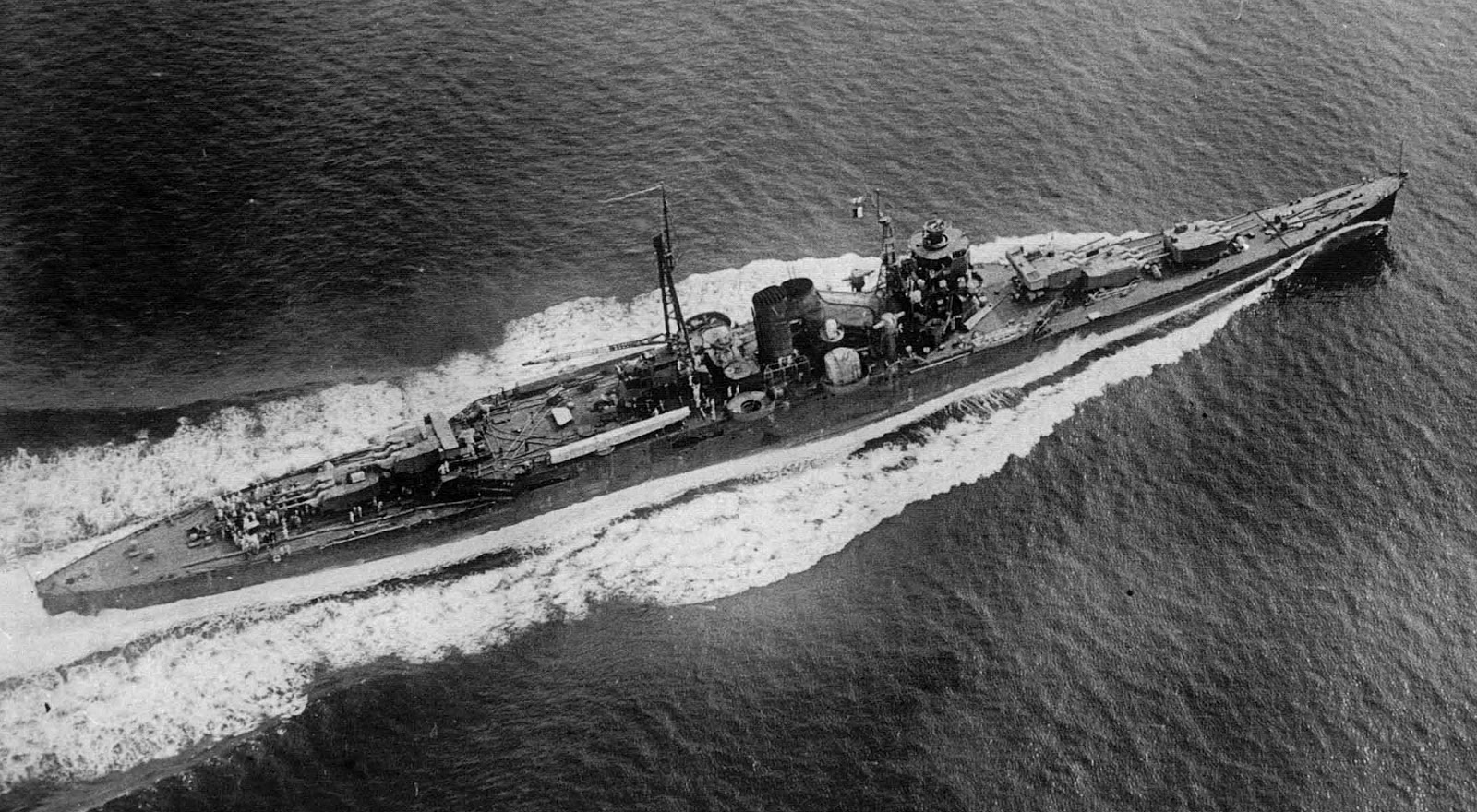
Вид на Судзуя під час ходових випробувань

4—12 січня 1943-го Судзуя прямував до Японії, де кілька тижнів проходив ремонт у Куре, по завершенні якого 5—10 лютого перейшов на Трук. На момент його прибуття сюди японці якраз завершили евакуацію Гуадалканалу й інтенсивність бойових дій у регіоні знизилась. Як наслідок, більш як місяць крейсер провів на базі, а 24—29 березня знову здійснив перехід до Куре для ремонту, під час якого, зокрема, отримав дві додаткові строєні установки 25-мм зенітних автоматів (що довело кількість таких стволів на кораблі до 20 одиниць). 
У середині червня 1943-го Судзуя прибув до Йокосуки, де прийняв на борт війська, а 16—21 червня пройшов на Трук разом зі значним загоном, який включав 2 лінкори та 3 ескортні авіаносці. 23—25 червня Судзуя разом зі ще одним важким крейсером під охороною есмінця пройшов до Рабаула, де висадив прийняті у Йокосуці війська, а вже 27 червня повернувся на Трук.
30 червня 1943-го американці висадились на островах Нью-Джорджія в центральній частині Соломонових островів, що започаткувало тримісячну битву. Як наслідок, 9 липня Судзуя та інший крейсер 7-ї дивізії знову полишили Трук та попрямували до Рабаула. 18 липня Судзуя разом зі ще 2 важкими крейсерами під прикриттям легкого крейсера та 4 есмінців вийшов із Рабаула для пошуку ворожих сил, а також прикриття ще 3 есмінців, що доставляли підкріплення в район бойових дій. У ніч проти 20 липня в районі острова Коломбангара (центральна частина архіпелагу Нью-Джорджія) загін став ціллю для ворожих бомбардувальників, які скинули бомби за показаннями радарів. Результат — 2 есмінці затонуло, а 2 важкі крейсери зазнали пошкоджень. Судзуя не постраждав, але операцію скасували і 21 липня японський загін повернувся в Рабаул.
Після невдалої операції при Коломбангарі Судзуя два з половиною місяці залишався в Рабаулі, проте більше не залучався до безпосередніх бойових дій. На початку жовтня 1943-го японці евакуювали останні гарнізони з Нью-Джорджії і в цей же період американське авіаносне з'єднання здійснило рейд проти розташованого на північному сході Мікронезії острова Вейк. У тих умовах 8—10 жовтня Судзуя перейшов з Рабаула на Трук для підсилення розміщених там сил флоту. За тиждень японці на основі радіоперехоплення вирішили, що готується нова атака на Вейк, і 17 жовтня вислали з Труку до Еніветоку (атол на північному заході Маршаллових островів) головні сили, які включали 3 авіаносці, 6 лінкорів та 8 важких крейсерів, до яких належав і Судзуя. Цей флот кілька діб безрезультатно очікував ворога, при цьому 23 жовтня Судзуя виходив у район на південний захід від Уейка. У підсумку 26 жовтня японці повернулись на Трук.

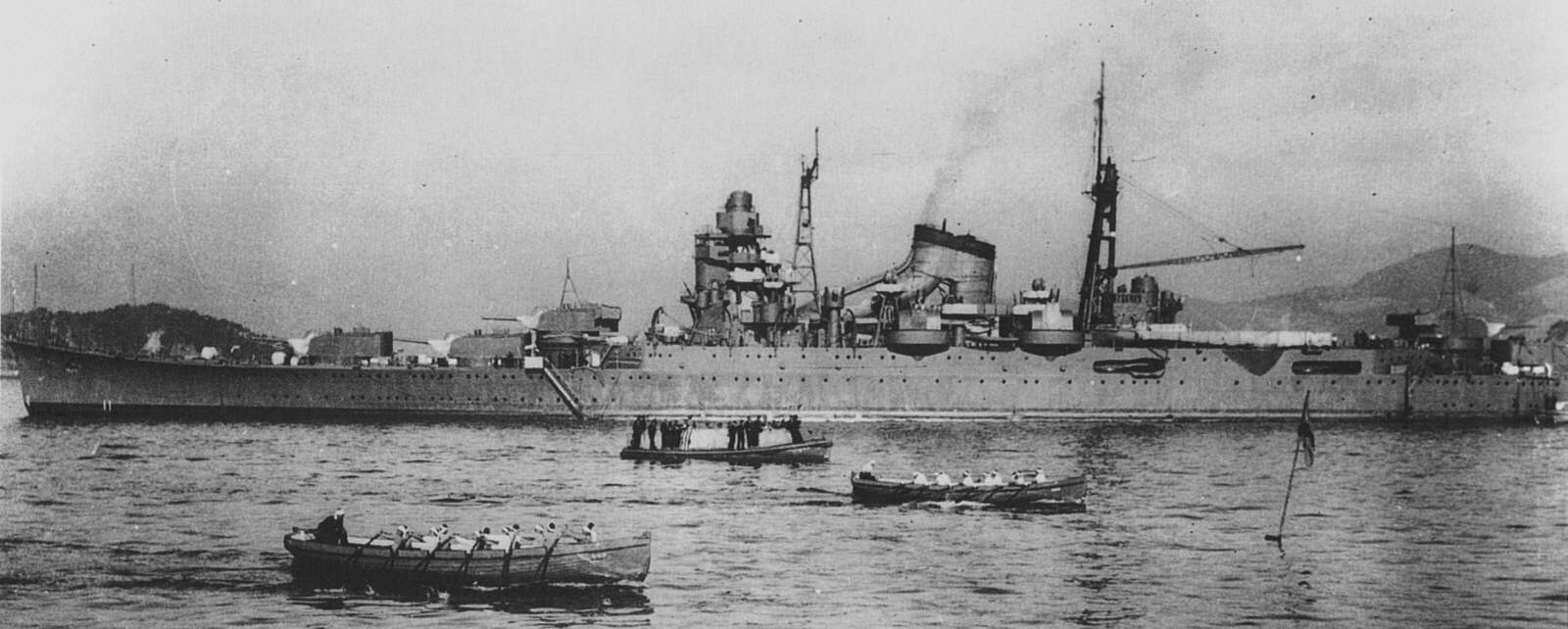
Судзуя в 1939 році

1 листопада 1943-го союзники здійснили висадку на острові Бугенвіль, лише за чотири сотні кілометрів на південний схід від Рабаула. З останнього в межах контрзаходів вийшов загін, найбільшими кораблями якого були два важкі крейсери, проте в ніч проти 2 листопада він зазнав поразки в бою у затоці Імператриці Августи. Готуючись до нової контратаки, японське командування вислало з Труку до Рабаулу одразу сім важких крейсерів, і серед них Судзуя. 5 листопада шість крейсерів досягнули пункту призначення (сьомий перенаправили для допомоги пошкодженим танкерам), проте цього ж дня Рабаул уперше став ціллю для американського авіаносного угруповання. Унаслідок атаки одразу 5 важких крейсерів пошкодили, що фактично остаточно нейтралізувало загрозу для сил вторгнення на Бугенвіль (хоча японське командування помилково вважало, що ворожі сили істотно послаблені внаслідок бою 2 листопада). Судзуя єдиний не був уражений і 6—8 листопада разом із двома есмінцями супроводив на Трук важкий крейсер «Могамі», який тепер потребував ремонту.
20 листопада 1943-го американці розпочали операцію з оволодіння островами Гілберта. Хоча японці в підсумку так і не наважились протидіяти цій операції надводними кораблями, проте з 23 листопада по 5 грудня Судзуя разом з двома іншими важкими крейсерами під охороною 5 есмінців виходив до Маршаллових островів, де певний час перебував на атолах Кваджелейн та Еніветок.
Наприкінці грудня 1943-го Судзуя та ще один важкий крейсер залучили до операції з доставки підкріплень до Кавієнгу. 26 грудня вони рушили туди з Труку, проте через виявлення загону ворожою авіацією 28 числа повернулися. З 29 грудня 1943 по 1 січня 1944 ті ж важкі крейсери під охороною одного есмінця все-таки здійснили рейс до Кавієнга та назад.
Станом на початок лютого 1944-го японське командування вже розуміло, що подальше перебування великих сил флоту на Труці наражає їх на невиправдану небезпеку і розпочало виведення. 1—4 лютого Судзуя разом зі ще 2 важкими крейсерами та 2 лінкорами під охороною 5 есмінців пройшов на Палау (західні Каролінські острови), а вже 17 лютого база на Труці була розгромлена під час рейду американського авіаносного з'єднання. При цьому 16 лютого загін, з яким рухався Судзуя, полишив Палау, оскільки японське командування не виключало атаки й на цей пункт (фактично база на Палау буде розгромлена під час рейду 30 березня). 21 лютого кораблі прибули в район Сінгапура на якірну стоянку Лінгга (найближчим часом сюди з Японії переведуть основні сили флоту, оскільки через дії підводних човнів на комунікаціях японці вирішили тримати їх поряд з районами нафтовидобутку).
З 24 березня по 7 квітня 1944-го Судзуя пройшов модернізацію у Сінгапурі, під час якої отримав 8 одиночних установок 25-мм зенітних автоматів (що довело кількість таких стволів на кораблі до 20 одиниць).
11—13 травня 1944-го Судзуя разом з основними силами пройшов з Лінгга до Таві-Таві (в філіппінському архіпелазі Сулу поряд з нафтовидобувними районами острова Борнео), оскільки японське командування готувалось до ворожої атаки на головний оборонний периметр імперії — Маріанські острови, Палау чи північно-західну частину Нової Гвінеї. 12 червня американці розпочали операцію з оволодіння Маріанськими островами і наступної доби японський флот рушив для контратаки, при цьому Судзуя належав до загону «С» адмірала Куріти. У битві 19—20 червня у Філіппінському морі японці зазнали важкої поразки, хоча Судзуя не довелося вступити в бій. 22 червня Судзуя прибув на Окінаву, а 24 червня вже був у Внутрішньому Японському морі.

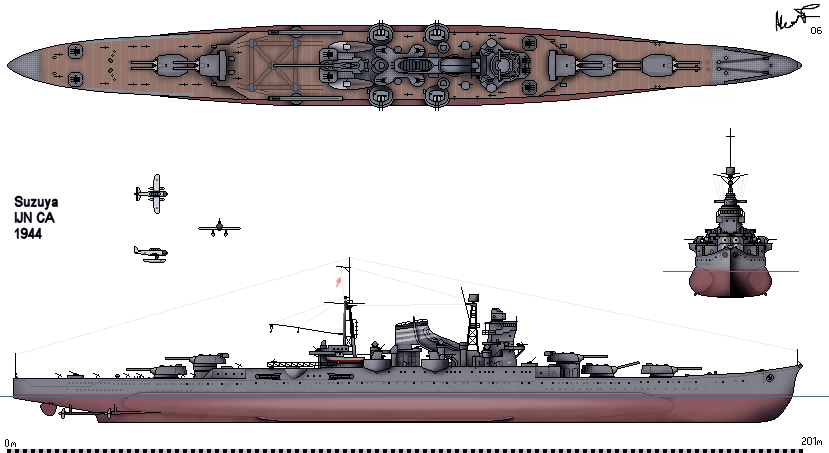
Схема Судзуя станом на 1944 рік

У Куре на Судзуя вчергове підсилили зенітне озброєння — встановили 4 строєних та 10 одиночних установок 25-мм зенітних автоматів (тепер таких стволів на кораблі було вже 50). А 8—17 липня 1944-го Судзуя разом з головними силами флоту пройшов з Куре до якірної стоянки Лінгга, де залишався наступні кілька місяців.
18 жовтня 1944-го головні сили японського флоту полишили Лінгга для підготовки до протидії неминучій ворожій атаці на Філіппіни. Вони пройшли через Бруней, після чого розділились на два з'єднання. Судзуя увійшов до ескорту головних сил адмірала Куріти, які 24 жовтня під час прямування через море Сібуян (внутрішня частина Філіппінського архіпелагу на південь від острова Лусон) стали ціллю для потужних ударів американської авіації. Втім, у цьому бою Судзуя не постраждав.
Далі Куріта вийшов до Тихого океану і 25 жовтня провів бій біля острова Самар із групою ескортних авіаносців. Уже на початку зіткнення внаслідок близького вибуху бомби швидкість Судзуя впала до 20 вузлів. Дещо більше ніж за три години під час нової атаки великої групи літаків близький вибух бомби призвів до детонації торпед одного з торпедних апаратів Судзуя, за кілька хвилин почали вибухати запасні торпеди. Через годину здетонували залишки торпед та інша амуніція і віддали наказ полишити крейсер. Ще за годину Судзуя затонув. Есмінець «Окінамі» підібрав 401 члена екіпажу, ще 247 моряків загинули.